# Vestric-et-Candiac
Vestric-et-Candiac is een gemeente in het Franse departement Gard (regio Occitanie). De plaats maakt deel uit van het arrondissement Nîmes. Vestric-et-Candiac telde op 1 januari 2022 1.345 inwoners.

## Geografie
De oppervlakte van Vestric-et-Candiac bedroeg op 1 januari 2022 10,92 vierkante kilometer; de bevolkingsdichtheid was toen 123,2 inwoners per km².

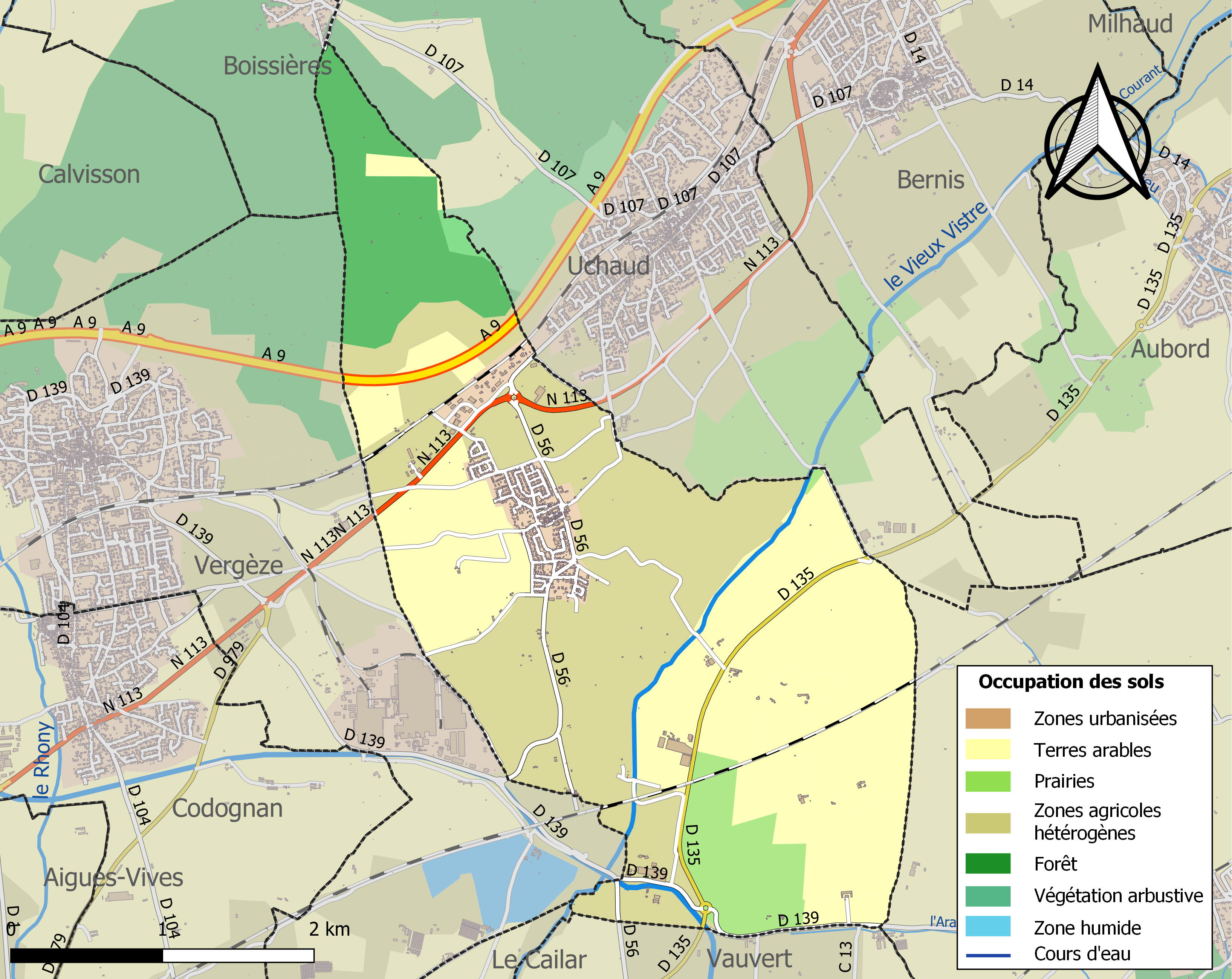
Kaart van de gemeente met belangrijkste infrastructuur, bodemgebruik en omliggende gemeenten

## Demografie
Onderstaande figuur toont het verloop van het inwonertal (bron: INSEE-tellingen).